# Tephrosia leucantha
Tephrosia leucantha är en ärtväxtart som beskrevs av Carl Sigismund Kunth. Tephrosia leucantha ingår i släktet Tephrosia och familjen ärtväxter. Inga underarter finns listade i Catalogue of Life.